# Sharktooth Mountain
Sharktooth Mountain är ett berg i Kanada.   Det ligger i provinsen British Columbia, i den centrala delen av landet, 3 800 km väster om huvudstaden Ottawa. Toppen på Sharktooth Mountain är 2 668 meter över havet.
Terrängen runt Sharktooth Mountain är bergig västerut, men österut är den kuperad. Sharktooth Mountain är den högsta punkten i trakten. Trakten runt Sharktooth Mountain är nära nog obefolkad, med mindre än två invånare per kvadratkilometer.. Det finns inga samhällen i närheten.
Trakten runt Sharktooth Mountain består i huvudsak av gräsmarker.